# スーパー・モンキー・スペシャル
『スーパー・モンキー・スペシャル』は、1980年1月1日に日本テレビ系列局で正月特別番組として放送された動物バラエティ番組である。正式タイトルは『スーパー・モンキー・スペシャル サル年ばんざい! 猿は人間を超えるか!?』（ - サルどしばんざい さるはにんげんをこえるか）。

## 概要
1980年の干支・サルに因んで放送された特番で、「サルは人間を超えるか」をテーマに、サルの生態ドキュメンタリー、サルが演じるコント・アクション・ドラマなどを通じて、サルと人間の共通点・相違点を探っていくというものだった。だが、サルをモグラたたきのモグラのところに入れピコピコハンマーで叩くという演出に批判が集中し、結果演出家のテリー伊藤は日本テレビをクビになった。

## 放送時間
- 火曜 18:30 - 20:54 (JST)
- 18:30の『NNN JUST NEWS』、18:50の『各地のニュース』、18:55の『ヤン坊マー坊天気予報』は全て30分繰り上げ、19:00の『シャープ・新スターアクション』、19:30の『それは秘密です!!』、20:00の『新五捕物帳』は全て休止。

## 出演者

### 司会
- 西田敏行
- 岡崎友紀
- 徳光和夫（当時日本テレビアナウンサー）

### ゲスト
- 伴淳三郎
- 所ジョージ
- 桜田淳子
- 具志堅用高
- 小森和子
- 井上真由美